# 徐汇平
徐汇平（1907年7月25日—1967年8月19日），字允如，男，满族，山东益都人，中国天文学家，曾任青岛观象台天文磁力科科长、山东师范学院讲师。

## 生平
徐汇平出生于山东省青州府益都县（今青州市）北城镇东北门的满族正白旗家庭，其家族原籍为吉林长白山附近，约雍正年间迁居益都北城（八旗驻防城）。徐汇平十六、七岁时就读于海岱中学英语专修学校，毕业后在益都英语夜校任教师。1926年7月，经考试被录用为胶澳商埠观象台（青岛观象台）练习生，1928年毕业任观测员，1930年任技佐，1932年升任技士，1937年曾兼任天文磁力科科长。
1926年10月至11月，徐汇平与时任天文磁力科科长高平子、职员宋国模参加了第一届万国经度测量（国际经度联测），是为中国天文界参与国际合作的起步。1932年，徐汇平与益都北城镶白旗人吴真结婚。1933年10月至11月，徐汇平参加了第二届万国经度测量。1926至1937年，徐汇平连续观测研究太阳黑子达11年，积累了中国第一批现代太阳黑子资料。
1937年全面抗战爆发后，徐汇平携家眷回到益都。1938年初，徐汇平返回青岛，次年到青岛市立中学任物理教师，后又在青岛市立女中任数学教师。1940年1月至12月，徐汇平经前青岛观象台台长蒋丙然介绍，在北平华北观象台工作，主要从事编辑天文年历、向技术人员讲授球面天文学等课程。1941年1月至1945年5月，徐汇平在南京工作，期间曾在上海徐家汇天文台、佘山天文台考察实习。1945年6月，经蒋丙然邀请，赴北平任华北观象台历数科技正兼科长。
1945年8月日本投降后，徐汇平赋闲在家，因生活困难，曾在锦州空军测候台工作半月。1946年6月经蒋丙然介绍，由北平回到青岛观象台天文科工作，参与战后设备整修采购、恢复观测工作。1947年9月，徐汇平离开青岛观象台，在青岛文德中学任数学教师，1948年9月至1949年6月任教务主任。1949年6月青岛解放后继续留在文德中学，1954年被评为青岛市优秀数学教师。同年8月，到济南任山东师范学院数学讲师。1965年1月因健康问题提前退休，1967年8月19日因脑溢血逝世。